# Thilabolhufushi
Thilabolhufushi is een van de onbewoonde eilanden van het Dhaalu-atol behorende tot de Maldiven. Het eiland ligt in de zuidoostelijke bocht van het ringvormig atol.